# Marșenița, Noua Suliță
Marșenița, înntâlnit și sub forma Marșineți (în ucraineană Маршинці, transliterat: Marșînți, în rusă Маршинцы, transliterat: Marșințî) este un sat reședință de comună în raionul Noua Suliță din regiunea Cernăuți (Ucraina). Are 5,353 locuitori, preponderent moldoveni (români).
Satul este situat la o altitudine de 132 metri, în partea de sud a raionului Noua Suliță, pe malul stâng al râului Prut, în apropiere de frontiera cu România.

## Istorie
Localitatea Marșenița a făcut parte încă de la înființare din Ținutul Hotinului a regiunii istorice Basarabia a Principatului Moldovei, numindu-se inițial Marșinița. În anul 1710 a fost construită aici o biserică de lemn, refăcută la 1858 din cărămidă .
Prin Tratatul de pace de la București, semnat pe 16/28 mai 1812, între Imperiul Rus și Imperiul Otoman, la încheierea războiului ruso-turc din 1806 – 1812, Rusia a ocupat teritoriul de est al Moldovei dintre Prut și Nistru, pe care l-a alăturat Ținutului Hotin și Basarabiei/Bugeacului luate de la Turci, denumind ansamblul Basarabia (în 1813) și transformându-l într-o gubernie împărțită în zece ținuturi (Hotin, Soroca, Bălți, Orhei, Lăpușna, Tighina, Cahul, Bolgrad, Chilia și Cetatea Albă, capitala guberniei fiind stabilită la Chișinău). 
La începutul secolului al XIX-lea, conform recensământului efectuat de către autoritățile țariste în anul 1817, satul Marșenița făcea parte din Ocolul Prutului de sus a Ținutului Hotin . 
După Unirea Basarabiei cu România la 27 martie 1918, satul Marșenița a făcut parte din componența României, în Plasa Lipcani a județului Hotin. La recensământul din 1930 au fost numărate 3.931 de persoane, din care 3.710 români, 105 ruși, 86 evrei, 18 ucraineni, 7 polonezi și 5 germani.
Ca urmare a Pactului Ribbentrop-Molotov (1939), Basarabia, Bucovina de Nord și Ținutul Herța au fost anexate de către URSS la 28 iunie 1940. După ce Basarabia a fost ocupată de sovietici, Stalin a dezmembrat-o în trei părți. Astfel, la 2 august 1940, a fost înființată RSS Moldovenească, iar părțile de sud (județele românești Cetatea Albă și Ismail) și de nord (județul Hotin) ale Basarabiei, precum și nordul Bucovinei și Ținutul Herța au fost alipite RSS Ucrainene. La 7 august 1940, a fost creată regiunea Cernăuți, prin alipirea părții de nord a Bucovinei cu Ținutul Herța și cu cea mai mare parte a județului Hotin din Basarabia .
În perioada 1941-1944, toate teritoriile anexate anterior de URSS au reintrat în componența României. Apoi, cele trei teritorii au fost reocupate de către URSS în anul 1944 și integrate în componența RSS Ucrainene, conform organizării teritoriale făcute de Stalin după anexarea din 1940, când Basarabia a fost ruptă în trei părți. 
Începând din anul 1991, satul Marșenița face parte din raionul Noua Suliță al regiunii Cernăuți din cadrul Ucrainei independente. Conform recensământului din 1989, numărul locuitorilor care s-au declarat români plus moldoveni era de 4.807 (34+4.773), reprezentând 91,74% din populație . În prezent, satul are 5.353 locuitori, preponderent [[moldoveni 
(români)]].

## Demografie
Componența lingvistică a comunei Marșenița
     Română (93,65%)
     Ucraineană (5,1%)
     Rusă (1,21%)
     Alte limbi (0,04%)
Conform recensământului din 2001, majoritatea populației comunei Marșenița era vorbitoare de română (93,65%), existând în minoritate și vorbitori de ucraineană (5,1%) și rusă (1,21%).
1930: 3.931 (recensământ)
1989: 5.240 (recensământ)
2001: 5.353 (estimare)

## Personalități
- Teodor Bordeianu (1902 - 1969), inginer agronom și pomicultor român, membru titular al Academiei Române;
- Sofia Rotaru (n. 1947), cântăreață pop rock și compozitoare română din Ucraina, laureată a mai multor premii;
- Natalia Lupu (n. 1987), atletă.